# منتخب كتالونيا لكرة قدم الصالات للرجال
منتخب كتالونيا لكرة قدم الصالات للرجال (بالإسبانية: Selección de fútbol de salón de Cataluña)‏ هو ممثل إسبانيا الرسمي في المنافسات الدولية في كرة الصالات
.